# Novalena laticava
Novalena laticava là một loài nhện trong họ Agelenidae.
Loài này thuộc chi Novalena. Novalena laticava được Otto Kraus miêu tả năm 1955.